# Serie A2 1994-1995 (pallavolo femminile)
La Serie A2 femminile FIPAV 1994-95 fu la 18ª edizione della manifestazione organizzata dalla FIPAV.
Per le rinunce di Sesto San Giovanni e Fidenza, la James Brine Carrara era l'unica squadra provenienti dalla Serie A1; alle due defezioni sopperirono i ripescaggi di Famila Imola e Valce Ancona. La Cementerie Barbetti Gubbio era poi l'unica neopromossa, per le defezioni di Civitavecchia e Pinerolo, sostituite da Biomedis Vasto e Medinex Reggio Calabria.

## Classifica
| Pos. | Squadra                          | Pt | G  | V  | P  | SV | SP |
| ---- | -------------------------------- | -- | -- | -- | -- | -- | -- |
| 1.   | Pasta Ciccarese Bari             | 50 | 30 | 25 | 5  |    |    |
| 2.   | Preca Brummel Cislago            | 44 | 30 | 22 | 8  |    |    |
| 3.   | Ceramiche Derby Spezzano Fiorano | 40 | 30 | 20 | 10 |    |    |
| 4.   | Sabelli Conad Fano               | 40 | 30 | 20 | 10 |    |    |
| 5.   | Barausse Vicenza                 | 38 | 30 | 19 | 11 |    |    |
| 6.   | Mangiatorella Messina            | 36 | 30 | 18 | 12 |    |    |
| 7.   | Rio Casamia Palermo              | 34 | 30 | 17 | 13 |    |    |
| 8.   | Seac Firenze                     | 34 | 30 | 17 | 13 |    |    |
| 9.   | Aster Roma                       | 32 | 30 | 16 | 14 |    |    |
| 10.  | Famila Imola                     | 32 | 30 | 16 | 14 |    |    |
| 11.  | Medinex Reggio Calabria          | 28 | 30 | 14 | 16 |    |    |
| 12.  | James Brine Carrara              | 28 | 30 | 14 | 16 |    |    |
| 13.  | Oranfrizer Sesto Fiorentino      | 26 | 30 | 13 | 17 |    |    |
| 14.  | Cementerie Barbetti Gubbio       | 8  | 30 | 4  | 26 |    |    |
| 15.  | Biomedis Vasto                   | 6  | 30 | 3  | 27 |    |    |
| 16.  | Valce Ancona                     | 4  | 30 | 2  | 28 |    |    |

| Promossa in Serie A1 | Retrocesse in Serie B1 |